# TBX3
TBX3 es el gen que codifica para el factor de transcripción 3 T-box (TBX3).
La familia de genes T-box desempeñan funciones durante la embriogénesis y el desarrollo de extremidades. Mutaciones en genes de T-box en humanos se traducen en síndromes y anormalidades congénitas. La familia de factores de transcripción T-box es una familia altamente conservada de factores de transcripción. Todos ellos incluyen un dominio de unión a ADN y pueden actuar como activadores o represores. Según la homología del dominio de unión al ADN que se divide en cinco subfamilias: T, Tbr1, Tbx1, Tbx2 y Tbx6. La subfamilia Tbx2 está formada por dos pares de genes parálogos: Tbx2-Tbx4 y Tbx3-Tbx5, que comparten los mismos dominios de expresión. Este clúster de genes procede de un gen ancestral común que se duplicó en tándem con una posterior duplicación cromosómica.

## Estructura del factor de transcripción
El gen Tbx3 en humanos se localiza en el cromosoma 12, en la banda citogenética 12q23-24.1 en humanos, en la cadena reversa. Su región codificante mide 4.7 Kb, con 7 exones codificantes para 723 aminoácidos. Sufre un proceso de empalme alternativo en el segundo intrón, generando la isoforma TBX3+2a con 20 aminoácidos adicionales en el dominio T-Box. La estructura proteica de TBX3 contiene una región de unión al ADN en su extremo N-terminal en la posición 105-287 y una señal de localización nuclear en los residuos 292-297. Las proteínas T-Box en general constan de una secuencia consenso de unión al ADN: GGTGT. En TBX3 existe una región consenso de unión adicional, con secuencia nGTGnnAn. TBX2 y TBX3 comparten un dominio represor transcripcional situado en los extremos amino y carboxilo terminal. Concretamente en TBX3 los dominios represores se denominan R1 y R2 y se sitúan en los aminoácidos 567-623 y 123-200 respectivamente.

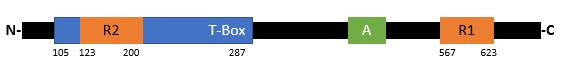
Estructura proteica de TBX3. Se representa, desde el extremo N-terminal, el dominio represor R2 (naranja), dominio de unión a ADN T-box (azul), dominio de activación (A, verde) y dominio de represión R1 (naranja), próximo al extremo C-terminal.

## Función
El factor de transcripción TBX3 se une a unas regiones consenso denominadas elementos T (T-elements) en los promotores de genes como el péptido natriurético auricular (Nppa) y p21WAF1. TBX3 regula la expresión de genes mediante la unión directa con el ADN y reclutando histonas deacetilasas, que forman parte del complejo remodelador de la cromatina encargado del silenciamiento génico de promotores mediante mecanismos epigenéticos. Se une al ARN mediante elementos T de los transcritos del ARN mensajero regulando procesos de empalme alternativo, como ocurre con NF-kB. A su vez, facilita el reclutamiento de otras proteínas de unión al ARN como la ARN helicasa.
Tbx3 es necesario para el desarrollo de miembros. Es esencial para el desarrollo de corazón, extremidades, glándulas de la mama, dientes y genitales. El déficit de TBX3 conduce a un síndrome conocido como Ulnar-mamario (UMS) caracterizado por la presencia de malformaciones por todo el cuerpo. Entre dichas malformaciones se encuentran anormalidades dentales, genitales y en las extremidades delanteras. Es una enfermedad autosómica dominante, caracterizada por mutaciones puntuales, mutaciones por inserción o por deleción en TBX3, lo que demuestra la necesidad de TBX3 durante el desarrollo.
Experimentos en organismos modelo muestran una cooperación entre el gen Tbx3 con los genes Bmp y 5’Hox. Asimismo, la vía Shh (vía de señalización Sonic hedgehog) mantiene la expresión de Tbx3 en dominios del mesénquima en desarrollo. Tbx3 regula negativamente la expresión de Gli3 en extremidades posterior a la vez que permite la expresión del gen Hand2, necesario para el correcto posicionamiento de la proteína Sonic hedgehog.

## Desarrollo cardiaco
En modelos murinos se ha evidenciado la expresión de Tbx3 en el tubo cardíaco primordial durante el proceso de formación de las aurículas y ventrículos, en especial en el canal atrioventricular. El factor de transcripción TBX3 se expresa de forma específica en el sistema de conducción cardiaca tanto maduro, como en proceso de desarrollo y en el nodo atrioventricular, así como en las válvulas venosas. La deficiencia de TBX3, que presenta actividad represora, resulta en una disminución de expresión del gen Lbh y un incremento de la expresión de genes como SCN5A (canal de sodio) y péptido natriurético auricular en los dominios del nodo sinoauricular. Por el contrario, la expresión forzada de TBX3 en la aurícula desencadena la aparición de tejidos marcapasos ectópicos. TBX3 es también un marcador del desarrollo del nodo atrioventricular.

## Significancia clínica

### Cáncer
Se ha observado en diferentes cánceres como melanoma, cáncer pancreático, sarcomas y carcinomas la sobreexpresión de TBX3. TBX3 contribuye a la formación de tumores, invasión y migración, regulando la expresión de genes específicos, como los de E-cadherina. TBX3 regula negativamente la apoptosis actuando sobre los genes clave reguladores del ciclo celular como p14/p19ARF, p21WAFI/CIPI/SDII y sobre represores tumorales como PTEN. Se ha visto relación entre la activación de TBX3 por parte de AKT, Wnt/β-catenina y c-Myc y la supresión de PTEN en cáncer de hígado, condrosarcomas y melanoma.

### Fibrilación auricular
Se caracteriza por la generación de latidos ectópicos a partir de tejidos nodales negativos para marcadores como Tbx3+, alrededor de las válvulas tricúspide y mitral. Mediante un estudio de asociación del genoma completo se mostró la existencia de polimorfismos en ciertos loci que afectan a la expresión tanto de TBX5 como de TBX3, por encontrarse en regiones cercanas dentro del cromosoma y al estar regulados por los mismos dominios. Estos cambios de expresión se asocian con riesgo de fibrilación auricular.